# Kozmodrom Pleseck
Kozmodrom Pleseck (rusko Космодром «Плесецк») je ruski kozmodrom, lociran v kraju Mirnij, Arkhangelska Oblast, približno 800 kilometrov severno od Moskve in približno 200 kilometrov južno od Arhangelska. Sprva je bil zgrajen kot baza za izstreljevanje medcelinskih balističnih raket kot npr. R-7. Njegova visoka geografska širina je primerna za izstreljevanje satelitov le v določene orbite kot je polarna ali pa v orbito molnija. Pleseck je bil sekundarni sovjetski kozmodrom, pomembnejše izstrelitve so izvedli na kozmodromu Bajkonur. Po padcu Sovjetske zveze je Bajkonur postal del Kazahstana, zato se je Rusija odločila za izgradnjo novega kozmodroma Vostočnij
Pleseck se uporablja večinoma za vojaške satelite v orbite z veliko inklinacijo. Izstreljuje se rakete Sojuz, Kosmos-3M, Rokot, in Ciklon. Težje rakete Proton in Zenit pa iz Bajkonurja.
Pleseck je rekorder po številu izstrelitev, saj je bilo od leta 1957 do 1993 izstreljenih 1372 raket, na Bajkonurju pa 917. Do leta 1997 je bilo izstreljenih celo 1500 raket, sicer se je količina zmanjšala po razpadu Sovjetske zveze.